# Aspilonaxa
Aspilonaxa är ett släkte av fjärilar. Aspilonaxa ingår i familjen mätare.
Kladogram enligt Catalogue of Life:
| Aspilonaxa | \| \| Aspilonaxa lineata \| \| \| \| \| \| Aspilonaxa obliquaria \| \| \| \| |
|            | \| \| Aspilonaxa lineata \| \| \| \| \| \| Aspilonaxa obliquaria \| \| \| \| |
|            | Aspilonaxa lineata                                                           |
|            |                                                                              |
|            | Aspilonaxa obliquaria                                                        |
|            |                                                                              |